# 30. juni
30. juni er dag 181 i året i den gregorianske kalender (dag 182 i skudår). Der er 184 dage tilbage af året.
Lucinas dag. Lucina er kristen og én af apostlenes disciple. Hun tager sig af andre kristne, besøger dem i fængsler, bringer mad og er med til at begrave martyrer. Lucina dør omkring år 300.

### Begivenheder
Født - Dødsfald
- 1520 - Den niende og sidste hersker af aztekernes rige i Mexico, Montezuma dør i spansk fangenskab.
- 1574 - Hertug Wilhelm af Oranien overtaler hollænderne til at åbne for digerne for at hindre den spanske belejring af Leiden.
- 1658 - Frederik 3. opretter Kongens Livregiment.
- 1859 - Som den første krydser franskmanden Charles Blondin Niagara vandfaldet på line. 100.000 tilskuere overværer den mere end 300 lange tur, som gennemføres i en højde af cirka 90 meter over vandet.
- 1894 - Londons Tower Bridge åbnes for trafik.
- 1908 - En vældig eksplosion - sikkert en indtrængende meteorit - finder sted ved Tunguskafloden i Sibirien.
- 1934 - "De lange knives nat". Adolf Hitlers specialtropper, SS, gør op med det magtfulde SA, som efterhånden omfatter cirka 4 millioner medlemmer. Dette sikrer blandt andet et bedre forhold til hæren samt til industribaronerne.
- 1942 - Erwin Rommel når el-Alamein (i nærheden af Cairo, Egypten).
- 1943 - Transformatorstationen i Aarhus Motorkompagnis bygning sprænges i luften.
- 1944 - Folkestrejken bryder ud i København. Folk går hjem fra arbejde, og der bygges barrikader i gaderne. Politikerne opfordrer folk til at gå i arbejde. Frihedsrådet opfordrer til at fortsætte strejken.
- 1946 - USA udfører atombombesprængning på Bikini-atollen efter forinden at have evakueret øens befolkning.
- 1950 - Den amerikanske præsident tillader amerikanske tropper at blive sendt til Korea.
- 1954 - USSR åbner sit første atomkraftværk.
- 1960 - Belgisk Congo bliver selvstændig. Landet er ikke forberedt herpå, og der udbryder kaos. FN bliver nødt til at rykke ind.
- 1983 - Den vesttyske udenrigsminister Hans-Dietrich Genscher erklærer, at Danmark hellere burde melde sig ud af EF end forsøge at bremse udviklingen mod en europæisk union.
- 1984 - John N. Turner bliver 17. premierminister i Canada.
- 1992 - Algeriets præsident Mohammed Boudiaf myrdes af sine egne officerer med forbindelse til isamiske fundamentalister.
- 1997 - Ved en ceremoni i Hong Kong overgives den britiske kronkoloni til Folkerepublikken Kina. Efter aftale må Hong Kong beholde sit politiske, sociale og økonomiske system de følgende 50 år: "ét land - to systemer". Mange velhavende borgere vælger at flytte til for eksempel Canada.
- 2002 - Brasilien vinder VM i fodbold i Korea-Japan ved at slå Tyskland 2-0 i finalen. Ronaldo scorer begge mål og slutter som VM-topscorer med 8 mål i 6 kampe.
- 2006 - Operacion Puerto rammer cykelsporten hårdt og brutalt kort inden starten på Tour de France, og flere store profiler som Jan Ullrich, Francisco Mancebo og Ivan Basso udelukkes.

### Født
- 1470 - Karl 8., fransk konge (død 1498).
- 1853 - Adolf Furtwängler, tysk arkæolog (død 1907).
- 1884 - Georges Duhamel, fransk forfatter (død i 1966).
- 1893 - Walter Ulbricht, tysk politiker (død 1973).
- 1905 – Maritta Marke, svensk skuespiller og sanger (død 1983).
- 1911 - Czesław Miłosz, polsk forfatter og modtager af Nobelprisen i litteratur (død 2004).
- 1917 - Lena Horne, amerikansk sanger (død 2010).
- 1918 - Susan Hayward, amerikansk skuespiller (død 1975).
- 1922 - Jørgen Bitsch, dansk forfatter og eventyrer (død 2005).
- 1937 - Ove Andersen, dansk fodboldspiller og lærer.
- 1942 - Christian Sievert, dansk guitarist.
- 1944 - Carsten Juel-Christiansen, dansk arkitekt.
- 1947 - Terese Damsholt, dansk skuespiller.
- 1949 - Christian Dirksen, dansk pensioneret officer i Flyvevåbnet.
- 1966 - Mike Tyson, amerikansk bokser.
- 1964 - Alexandra Christina, hongkong-dansk grevinde af Frederiksborg.
- 1971 - Michael Teschl, dansk sanger, komponist og forfatter.
- 1975 - Ralf Schumacher, tysk racerkører.
- 1980 - Morten Skoubo, dansk fodboldspiller.
- 1985 - Michael Phelps, amerikansk elitesvømmer.
- 1995 - bbno$, canadisk rapper.

### Dødsfald
- 1840 - Hermann Ernst Freund, dansk billedhugger (født 1786).
- 1943 - Carlo Wieth, dansk skuespiller (født 1885).
- 1961 - Jens Grane, dansk spejderpioner (født 1880).
- 1966 - Nino Farina, italiensk racerkører (født 1906).
- 1971 - Herbert Biberman, amerikansk manuskriptforfatter og filminstruktør (født 1900).
- 1977 - Roberto Rossellini, italiensk filminstruktør (født 1906).
- 1984 - Lillian Hellman, amerikansk dramatiker (født 1905).
- 2001 - Chet Atkins, amerikansk guitarist (født 1924).
- 2001 - Joe Henderson, amerikansk saxofonist (født 1937).
- 2001 - Johannes Sløk, dansk filosof og teolog (født 1916).
- 2015 - Ole Donner, dansk fhv. folketingsmedlem (født 1939)

|  | Denne datoartikel kan blive bedre, hvis der indsættes et (bedre) billede Du kan hjælpe ved at afsøge Wikimedia Commons for et passende billede eller uploade et godt billede til Wikimedia Commons iht. de tilladte licenser og indsætte det i artiklen. |